# Gu Guangming
Gu Guangming (chinesisch 古廣明, Pinyin Gǔ Guǎngmíng; im Deutschen meist Guangming Gu geschrieben; * 31. Januar 1959) ist ein ehemaliger chinesischer Fußballspieler.
Die erste deutsche Station Gus war die TuS Koblenz. 1987 wechselte er zum SV Darmstadt 98. Am 22. Juli 1987 debütierte er als erster Chinese im deutschen Profifußball. Im Match beim 1. FC Saarbrücken wurde er in der 34. Minute für Rafael Sanchez eingewechselt; kurz vor Spielende erzielte er sein erstes Tor zum 2:0-Endstand für die „Lilien“. Für Darmstadt spielte er bis 1992 im offensiven Mittelfeld und im Angriff in der 2. Liga. In 108 Zweitligaspielen erzielte er 8 Tore und bekam zweimal die Rote Karte.
Mit der Nationalmannschaft spielte Gu in der Qualifikationsrunde für die Olympischen Spiele 1980, die Begegnungen werden jedoch von der FIFA nicht als A-Länderspiele gewertet. Auch in den Qualifikationsspielen für die Fußballweltmeisterschaften 1982 und 1986 war er fester Bestandteil des chinesischen Kaders. Noch 1992 trat er in Peking für China unter Trainer Klaus Schlappner in einem Turnierspiel gegen Nordkorea an.